# Ernst von Kotzau
Ernst von Kotzau (* vor 1540; † um 1583) war brandenburg-kulmbachischer Amtmann in Streitberg und Hauptmann auf dem Gebürg und zu Bayreuth.
Ernst stammte aus der jüngeren Hauptlinie der Familie von Kotzau mit der Hälfte des Stammsitzes im heutigen Oberkotzau und dem Schloss in Fattigau. Nach dem Genealogen Alban von Dobeneck wurde die jüngere Hauptlinie von Friedrich, Sohn des Hans von Kotzau, begründet. Hans Berthold, Beringer, David und Ernst sind Söhne des Georg Wolf von Kotzau. Ernst heiratete 1555 Sibylla von Dobeneck, nach Johann Gottfried Biedermann sollen zwei Söhne und eine Tochter aus der Ehe hervorgegangen sein.
Ernst und sein Bruder Beringer waren 1540 als Studenten an der Universität Leipzig immatrikuliert. Die Ehe mit Sibylla von Dobeneck führte zur Übernahme des Brandsteiner Schlosses und seiner umfangreichen Besitzungen. Der Vater von Sibylla, Wilhelm von Dobeneck, verstarb 1548 ohne männliche Nachkommen, so dass seine Frau und seine Tochter Ansprüche an die Agnaten erhoben und daher längere Zeit die Besitzungen behielten.
Ab 1560 war Ernst im Dienste der Markgrafen zeitweise Amtmann in Streitberg, Verweser der Hauptmannstelle auf dem Gebürg und Hauptmann zu Bayreuth. Seine unmittelbaren Vorgänger als Hauptmann auf dem Gebürg waren Georg III. Landgraf von Leuchtenberg und Wilhelm von Grumbach, Anhänger des Albrecht Alcibiades.